# Noéssin
Noéssin est une commune située dans le département de Poa de la province de Boulkiemdé dans la région du Centre-Ouest au Burkina Faso.